# Реагенти типу SP
Реагенти типу SP (рос. реагенты типа SP; англ. SP-type reagents; нім. Reagenzien n pl vom SP-Typ) – інгібітори відкладень неорганічних солей із пластової води, водорозчинні, органічної природи з високою температурною тривкістю, сумісні з більшістю пластових вод. 
Реагенти SP-181, SP-191, SP-203 і їх аналоги – розчини органічних фосфатів, який призначений для попередження відкладання сульфату і карбонату кальцію в трубопроводах. Витримує в пластових умовах т-ру до 80°С. Сумісність інгібітора з пластовою водою залежить від вмісту інгібітора в розчині. Горюча речовина з категорією пожежонебезпечності “Б”. Реаґент SP-203 призначений для запобігання відкладенню сульфатів кальцію та барію. 